# بادن (موربیون)
بادن (به فرانسوی: Baden) یک کمون (فرانسه) در فرانسه است که در canton of Vannes-Ouest واقع شده‌است. بادن ۲۳٫۵۳ کیلومتر مربع مساحت دارد.